# First Day Out
„First Day Out” – piosenka amerykańskiego rapera Kodaka Blacka. Utwór został wyprodukowany przez producenta o pseudonimie Dyryk.

## Tło
Piosenka jest pierwszym singlem Blacka od czasu jego zwolnienia z więzienia po trzymiesięcznym wyroku, który otrzymał na początku 2017 roku za naruszenie warunków zawieszenia. Tekst piosenki opowiada o tym jak Kodak ukrywał narkotyki w swojej celi oraz jak świętuje opuszczenie zakładu karnego.

## Teledysk
Na teledysku można zobaczyć Blacka, w którym „rozkoszuje się swoją wolnością i torbami pieniędzy, pysznym jedzeniem i sportowymi samochodami”. Teledysk rozpoczyna się, gdy Kodak przytula swoją mamę i przygląda się swojemu otoczeniu przed tym jak zacznie świętować z przyjaciółmi.

## Pozycje na listach
| Lista (2017)                          | Pozycja |
| ------------------------------------- | ------- |
| USA Billboard Hot 100                 | 61      |
| USA Hot R&B/Hip-Hop Songs (Billboard) | 27      |
| USA Hot Rap Songs (Billboard)         | 20      |
| Kanada (Canadian Hot 100)             | 80      |

## Certyfikaty
| Kraj       | Certyfikat | Ilość sprzedanych egzemplarzy |
| ---------- | ---------- | ----------------------------- |
| USA (RIAA) | Złoto      | 500,000                       |